# Нагаи, Кэнсукэ
Кэнсукэ Нагаи (яп. 永井 謙佑 Нагаи Кэнсукэ, род. 5 марта 1989 года в Фукуяме, преф. Хиросима) — японский футболист, нападающий клуба «Нагоя Грампус». Выступал за сборную Японии.

## Карьера
На протяжении своей футбольной карьеры выступал за клубы «Ависпа Фукуока», «Виссел Кобе», «Нагоя Грампус», «Стандард».

## Национальная сборная
В 2010 году дебютировал за национальную сборную Японии в матче с Йеменом (3:2).

## Статистика за сборную
| Сборная Японии | Сборная Японии | Сборная Японии |
| Год            | Матчи          | Голы           |
| -------------- | -------------- | -------------- |
| 2010           | 1              | 0              |
| 2015           | 1              | 0              |
| Итого          | 2              | 0              |